# Алябов, Юрий Алексеевич
Ю́рий Алексее́вич Аля́бов (15 января 1958, Кишинёв — 16 февраля 2017, Москва) — молдавский и российский композитор, аранжировщик, исполнитель, автор текстов, музыкальный обозреватель, учёный-биолог (кандидат биологических наук). Мастер искусств Республики Молдова (2011).

## Биография и творчество

### Молдавский период
Родился 15 января 1958 в Кишинёве в семье музыкального теоретика, преподавателя Музыкальной школы имени Е.Коки Алексея Ивановича Алябова и экономиста Риммы Павловны Алябовой (урожд. Софроновой). После восьмого класса специальной музыкальной школы для одарённых детей поступил в Республиканскую школу-интернат спортивного профиля г. Кишинёва, впоследствии получил разряд кандидата в мастера спорта по плаванию (стиль баттерфляй), но обстоятельства не позволили ему дальше продолжить профессиональную спортивную карьеру.

В 1981 году он оканчивает факультет Биологии Кишиневского Государственного университета им. Ленина и поступает в аспирантуру Московского Государственного университета им. Ломоносова по специальности «Биохимия и молекулярная биология».

В 1996 году получает степень кандидата биологических наук, защитив диссертацию по молекулярным механизмам возникновения злокачественных опухолей, научным руководителем которой доктор наук В. Ашапкин.
Участвует в деятельности музыкальных ансамблей. Его песня «Монастырь» на стихи А. Фета была исполнена его близким другом И. Сырбу (ВИА «Плай» (рум. Plai)) на VII Всесоюзном конкурсе артистов эстрады.

В 1982 году, продолжая обучение в аспирантуре МГУ, Алябов поступает в Кишиневское музыкальное училище им. Ш. Няги на теоретико-композиторское отделение (оканчивает экстерном).

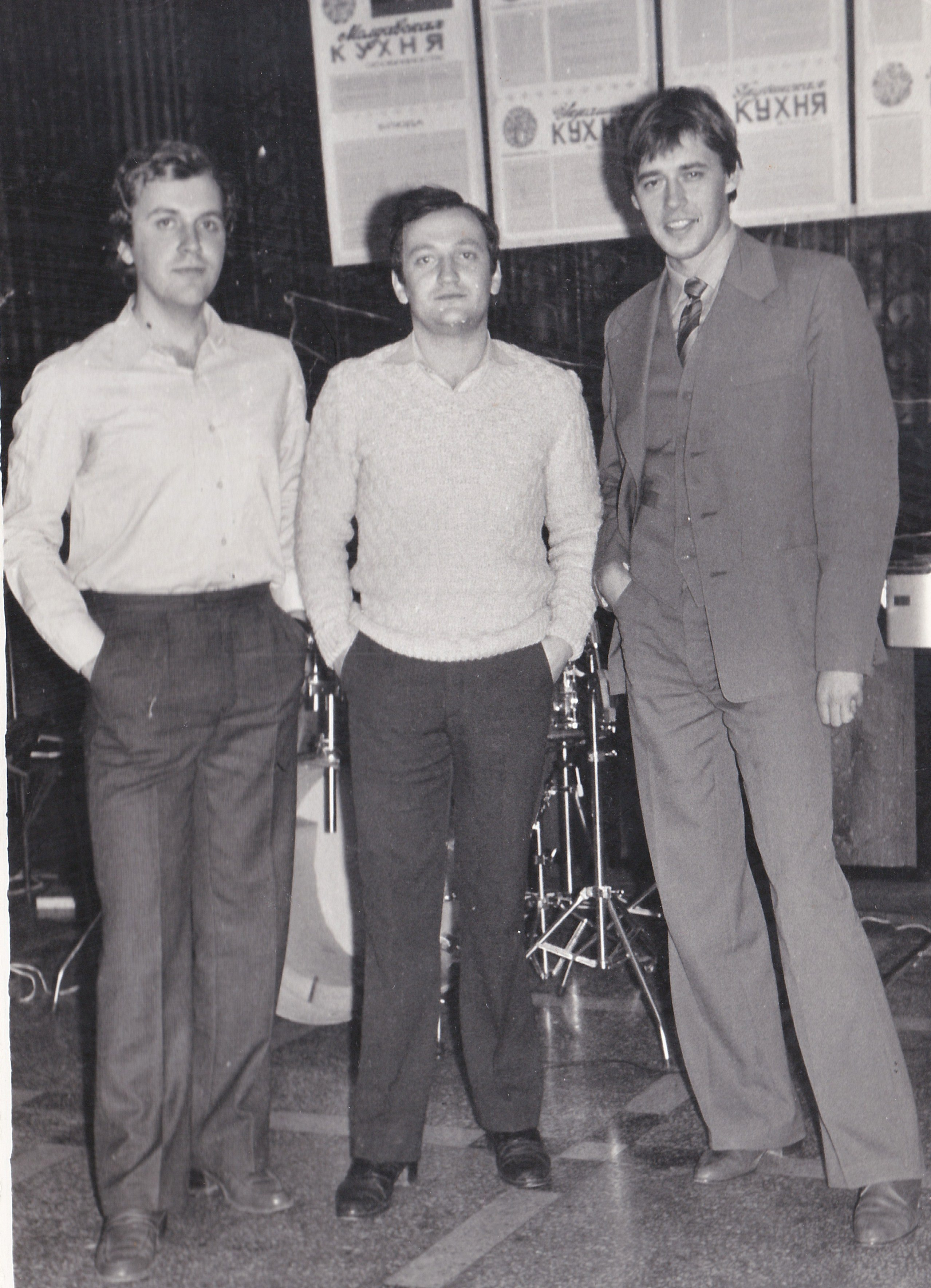
Игорь Панин, Илья Сырбу (участники ВИА Плай) и Юрий Алябов (слева направо)

С 1992 года работает на студии звукозаписи Молдовы «Молдова-диск» (в дальнейшем переименовывается в «Полидиск») в качестве аранжировщика и композитора. Записал около 20 компакт—дисков с музыкантами Молдовы, Румынии, Финляндии, Израиля (С. Аргату, К. Исак, А. Лазарюк, К. Москович, А. Пуйкэ, Л. Пыслару, И. Суручану, П. Теодорович, М. Трибой и мн. др.). Его песни становятся лауреатами национальных хит-парадов («Лучшая песня года» Молдовы — 1994, 1995 год, «премия Радио Румынии», 1995 г. и др.), исполняются на международных конкурсах («Вильнюс — 1993», Литва; «Славянский базар в Витебске», 1994, Беларусь; «Москва-Ялта-Транзит-96», Россия; «Cerbul de Aur», 1996, Брашов — Румыния; «Cairo International Song Festival», 1996, Каир — Египет; «Regina della canzone», 1998, Римини — Италия и др.).
Написал музыку для фильмов И. Талпа («Поезд в Калифорнию», «Наваждение»), сотрудничает с киностудией «Молдова-фильм». Начинается плотный творческий союз с режиссёром Республиканского театра «Лучафэрул» (рум. Teatrul Republican «Luceafărul») Б. Фокшей. Впоследствии совместно сделано более 20 театральных работ.

### Российский период
С 1996 года живёт и работает в Москве.

С 1998—2017 год — композитор, музыкальный редактор телекомпании «Пилот-ТВ».

С 1999—2000 год — музыкальный руководитель продюсерского центра А. Морозова (МСК). Активно сотрудничает с Н. Басковым, С. Захаровым, Р. Ибрагимовым, А. Марчаковским, Л. Серебренниковым, с вокальным ансамблем «Бабье лето», и др. В свет выходят несколько музыкальных альбомов на стихи Ф. Радова. Совместно с группой «Угрюм-река» (С. Аргату, В. Угрюмов) реализуется проект в стиле джангл «Новые русские сказки», который становится открытием на музыкальной ярмарке MIDEM в Каннах в 2000 году.

С 2006 года — член Гильдии Композиторов Союза кинематографистов Российской Федерации.

С 2006—2009 год сотрудничает с Бюро Пропаганды художественной литературы, в результате чего созданы новые произведения на стихи современных русских поэтов и писателей.

С 2005 года Алябов выступает в качестве музыкального обозревателя для информационных музыкальных порталов, автор собственной музыкальной колонки в Литературной газете.

В 2013 году композитор избран в качестве Вице-президента «Международного союза композиторов 21 век». В рамках этой деятельности он не раз выступает с лекциями о музыке на московских площадках.

С 2014 года Алябов — член комитета по вручению медали имени Михаила Чехова.

#### Работа в телевизионных проектах
С 1998 года музыка Алябова звучит во всех проектах телекомпании «Пилот-ТВ» (телепрограммы «Тушите свет» (НТВ, ТВ-6, ТВС) «Кремлёвский концерт» (ТВС), «Почемучка» (Бибигон) и др.), отдельных проектах Первого канала («Контрольная закупка», автор большинства аранжировок телепередачи «Угадай мелодию»), телеканала ТВЦ («Золотой ключик»), Домашний («Спокойной ночи со Смешариками», «Доктор Курпатов») и др.

#### Работа в кино
Продолжает писать музыку к игровым полнометражным фильмам («Дезертир» Ю.Музыка, «Танго над пропастью» И. Талпа, «Путешествие» В. Харченко-Куликовский, «Slove. Прямо в сердце» Ю. Стааль и др.), к короткометражным фильмам, к многосерийным фильмам и телесериалам («Путейцы» Г. Байсак, «Я не вернусь» Т. Фёдоров, «Каменская — 6» М. Ким, и др.). Саундтреки к фильмам становятся востребованными в интернет-пространстве («Я вам больше не верю» Угрюм-река, «Я не вернусь» Ю. Игнатов, «Прямо в сердце» Б. Шукенов и др.). Большое внимание уделяет музыке к документальному кино. В творческом сотрудничестве с кинокомпанией «студия Лавр», киностудией «Русский путь» созданы документальные циклы об отечественных ученых и научно-технических разработках «Завтра не умрет никогда» (2012—2017 годы), цикл о путешествии по Золотому кольцу «Ехал Грека. В поисках настоящей России» (2015—2017 годы), документальные фильмы о персонах: «Преступление Бориса Пастернака» (2012 год, студия Лавр), «Юл Бриннер: Душа бродяги» (2014 год, студия Русский путь), «Нобелевская регата профессора Леонтьева» (2017 год, студия Русский путь) и др., историческое документальное кино: «Севастопольские рассказы» (2008—2010 годы), «Романовы. Царское дело» (2014 год, автор Е. Чавчавадзе) и др.

#### Работа в театре
Музыкальный руководитель и композитор спектаклей Независимого театрального проекта («Рикошет» по пьесе Э. Тейлора, «Дикарь Forever» Р. Бэккера, «Девочки из календаря» Т.Ферта и др.).

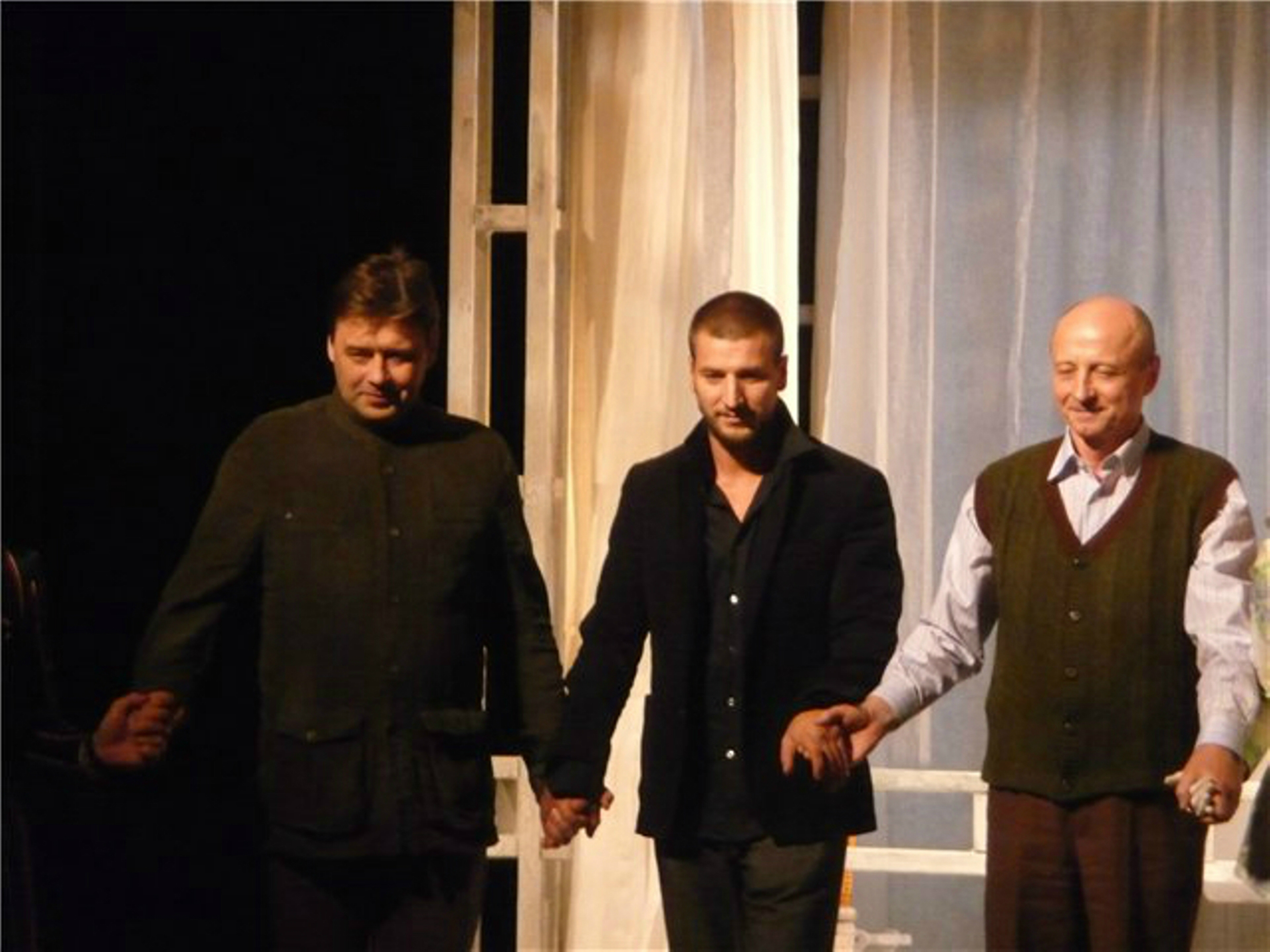
Премьера спектакля «Девочки с календаря» Независимого театрального проекта: Ю. Алябов (композитор), А. Устюгов (режиссёр), А. Сирин (актёр — роль Джона)(слева направо)

Он пишет музыку к спектаклю «Ведьма» (2001 год), а затем «Страсти по Емельяну» (2009 год) С. Безрукова, к спектаклю «Побег из Шоушенка» по роману С. Кинга, поставленному В. Гвоздковым в Самарском академическом театре драмы (2015 год). С 2006 года тесно сотрудничает с государственным музыкальным театром «На Басманной». По заказу этого театра Алябовым написана «первая в истории постперестроечной России оперетта по мотивам оперетты Р. Фримля и Г. Стодгардта „Роз-Мари“». Получившаяся в результате ревю-фантазия «Любовь моя, Роз-Мари» с успехом прошла в сезоне 2008 года в Московском Доме Музыки. Спектакль «Волшебная лампа Аладдина» становится ярким театральным событием для детей сезона 2009—2010.

#### Произведения в академические жанре
В 2002 году написана симфоническая поэма-кантата «Песнь о Русском Слове» для хора, оркестра, солистов и чтецов на стихи русских поэтов.

В 2009 году создан вокально-симфонический цикл на стихи М. Эминеску (рум. Mihai Eminescu), состоящий из 9 произведений.

В 2010 году пишет балет на историческую тему «Дакийская сага», являясь к тому же автором либретто.

В 2010 году выходят на свет «Музыкальные дружеские Шаржи» на западноевропейских и русских классических композиторов, а также композиторов лёгкого жанра. В этом по-доброму ироничном по своей задумке музыкальном проекте автор позволил себе представить, как бы сыграли задорную советскую песню Н. Богословского «Шаланды, полные кефали» И.-С. Бах, К. Дебюсси, С. Рахманинов, А. Шнитке, Р. Щедрин и даже О. Питерсон, и др.
16 февраля 2017 года сердце композитора остановилось. Остались нереализованными многие творческие проекты. В день его похорон на сцене театра «На Басманной» шёл спектакль с его музыкой.
Похоронен на кладбище Лайково (Одинцовский район).

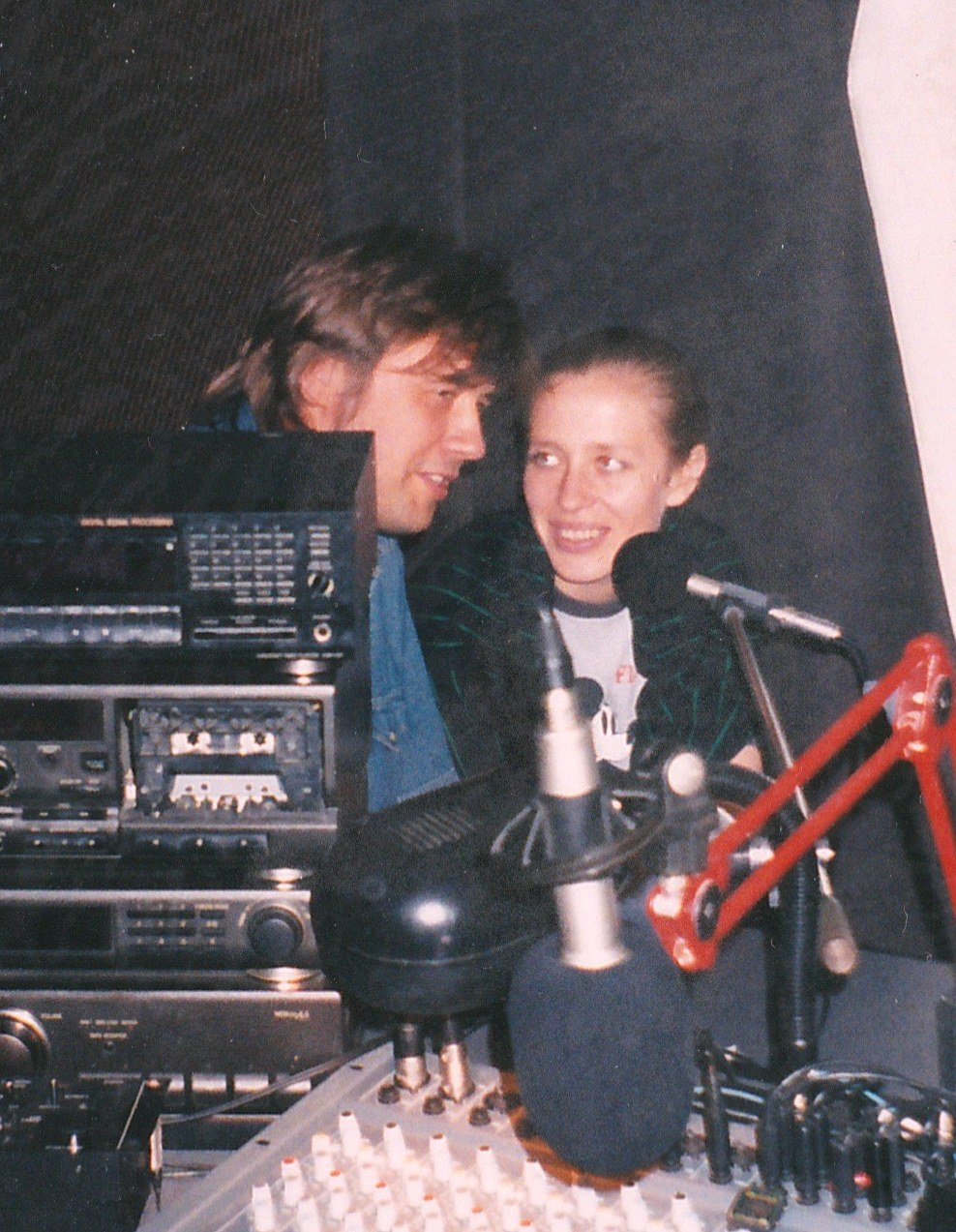
Интервью на радио перед выступлением на конкурсе «Cerbul de aur», Юрий Алябов и Стела Аргату, Брашов 1996

Юрий Алябов был поразительно одухотворенным, я бы даже сказал, «солнечным» композитором, разносторонним художником-энциклопедистом от музыки, редким по нынешним временам мелодистом, по-особому тонко ощущавшим высокое созидательное предназначение искусства. Он был подлинным интеллектуалом, человеком необычайной душевной красоты и щедрости, образцом нравственного совершенства. Он был воплощением интеллигентности и благородствамузыкальный критик И. Корябин

### Семья
У Юрия Алябова четверо детей, дважды женат.

С 1996 года его супругой, вдохновительницей, исполнительницей большинства его музыкальных произведений легкого, а затем академического жанра являлась певица Стелла Аргату.

## Творческий стиль
Музыкальный стиль Алябова претерпевает изменения на протяжении своей творческой деятельности. В начале творческого пути он отдает предпочтение эстрадной музыке, в которой соединяет элементы джаза (джаз-рок, джаз-фьюжн), этнической музыки, спиричуэлс и госпел, электронной музыки (лаунж, джангл), реализует себя в инструментально-камерных жанрах. В последние годы он обращается к академическим жанрам (кантата, симфонические поэмы, балет, сонаты, оперетты). Его композиторский почерк характеризует тяга к соединению различных жанров, полистилистика, широта и масштабность мелодического и оркестрового дыхания, богатство гармонических красок.
На сегодняшний день Юрий Алябов – один из немногих композиторов, достаточно свободно соединивший в своем творчестве академическую композиторскую технику с последними достижениями научно-технического прогрессакомпозитор Е. Дога

В работе с поэтами, режиссёрами он тонко чувствует художественную задумку автора, быстро и легко вдохновляется образами, что можно проиллюстрировать его собственной цитатой-комментарием к работе над литературно-музыкальным циклом «Сказы о России»:
Работалось очень  легко и быстро – это редкое наслаждение – слышать как расцветают новыми красками прочитанные строки, как появляются новые смысловые планы и возникает какая-то удивительная магия

## Музыка к спектаклям
- 1999 — «Чуляндра» (рум. Ciuleandra). По роману Л. Ребряну, постановка Б. Фокши — Республиканский театр «Лучафэрул» (рум. Teatrul Republican «Luceafărul»), Кишинёв
- 2001 — «Улыбка летней ночи». По произведению И. Бергмана, постановка Б. Фокши — Республиканский театр «Лучафэрул» (рум. Teatrul Republican «Luceafărul»), Кишинёв
- 2001 (2010) — «Ведьма» («Страсти по Емельяну»). По мотивам ранних рассказов А. Чехова, постановка С. Безрукова и В. Безрукова — Москва
- 2002 — «Маскарад» (рум. Mascarada). По произведению М. Лермонтова, постановка Б. Фокши — Республиканский театр «Лучафэрул» (рум. Teatrul Republican «Luceafărul»), Кишинёв
- 2002 — «Рикошет». По пьесе Э. Тейлора, постановка А. Спивака — Независимый театральный проект, Москва
- 2003 — «Девичник. Посиделки с антрактом». По мотивам произведения Л.Каннингем, постановка С. Алдонина — Независимый театральный проект, Москва
- 2003 — «Белоснежка и другие». Постановка В. Шамиров — Независимый театральный проект, Москва
- 2005 — «Ромео и Джульетта» (рум. Romeo şi Julieta). По трагедии У. Шекспира, постановка Б. Фокши — Республиканский театр «Лучафэрул» (рум. Teatrul Republican «Luceafărul»), Кишинёв
- 2006 — «Принцесса Турандот» (рум. Principesa Turandot). По произведению К. Гоцци, постановка Б. Фокши — Республиканский театр «Лучафэрул» (рум. Teatrul Republican «Luceafărul»), Кишинёв
- 2007 — «Вишнёвый сад» (рум. Livada cu vișini). По пьесе А.Чехова, постановка Б. Фокши — Республиканский театр «Лучафэрул» (рум. Teatrul Republican «Luceafărul»), Кишинёв
- 2007 — «Дикарь Forever». По пьесе Р. Бэккера, постановка Д. Казлаускаса — Независимый театральный проект, Москва
- 2008 — «Лучафэрул» (рум. Luceafӑrul). По поэме М. Эминеску, постановка Б. Фокши — Республиканский театр «Лучафэрул» (рум. Teatrul Republican «Luceafărul»), Кишинёв
- 2008 — «Любовь моя, Роз-Мари». Ревю-фантазия по мотивам либретто О. Харбах и О. Хаммерстайн, постановка Ж. Тертерян — Московский музыкальный театр «На Басманной», Москва
- 2008 — «Театр по правилам и без». По произведению М. Фрейна, постановка В. Петрова — Независимый театральный проект, Москва
- 2010 — «Девочки из календаря». По пьесе Т. Ферта, постановка А. Устюгова — Независимый театральный проект, Москва
- 2011 — «Собака на сене» (рум. Cîinele Grădinarului). По комедии Лопе де Вега, постановка Б. Фокши — Республиканский театр «Лучафэрул» (рум. Teatrul Republican «Luceafărul»), Кишинёв
- 2012 — «Потребитель почестей» (рум. Consumatorul de onoruri). По произведению А. Стрымбяну, постановка С. Фокши — Республиканский театр «Лучафэрул» (рум. Teatrul Republican «Luceafărul»), Кишинёв
- 2012 — «Капитанская дочка» (аранжировка). По произведению А.Пушкина, постановка Ж. Тертерян — Московский музыкальный театр «На Басманной», Москва
- 2013 — Утешитель вдов (рум. Consolatorul de văduve)(совместно с С. Аргату). По комедии Дж. Маротта и Б. Рандоне, постановка С. Фокши — Республиканский театр «Лучафэрул» (рум. Teatrul Republican «Luceafărul»), Кишинёв
- 2013 — «Юбилей». По пьесе А.Чехова, постановка В. Архипов — Московский музыкальный театр «На Басманной», Москва
- 2013 — «Безымянная звезда» (рум. Steaua fără nume). По произведению М. Себастьян, постановка Б. Фокши — Республиканский театр «Лучафэрул» (рум. Teatrul Republican «Luceafărul»), Кишинёв
- 2014 — «Адам и Ева» (рум. Adam şi Eva), спектакль на пластике и музыке. По роману Л. Ребряну, постановка Б. Фокши — Республиканский театр «Лучафэрул» (рум. Teatrul Republican «Luceafărul»), Кишинёв
- 2015 — «Побег из Шоушенка». По мотивам произведения С.Кинга, постановка В. Гвоздкова — Самарский академический театр драмы им. М. Горького, Самара
- 2015 — «Ночное приключение или Багатель» (аранжировка). Постановка Ж. Тертерян — Московский музыкальный театр «На Басманной», Москва

Спектакли для детей
- 2006 — «Малыш и Карлсон» (рум. Piciul și Carlson). По сказке А. Линдгрен, постановка С. Скынтян — Республиканский театр «Лучафэрул» (рум. Teatrul Republican «Luceafărul»), Кишинёв
- 2009 — «Аладдин» (рум. Aladin). По мотивам Книги тысячи и одной ночи, постановка С. Фокши — Республиканский театр «Лучафэрул» (рум. Teatrul Republican «Luceafărul»), Кишинёв
- 2010 — «Принцесса и свинопас» (рум. Prințesa și Porcarul). По сказке Г.-Х. Андерсена, постановка С. Фокши — Республиканский театр «Лучафэрул» (рум. Teatrul Republican «Luceafărul»), Кишинёв
- 2010 — «Волшебная лампа Аладдина». По мотивам арабской сказки, постановка Ж. Тертерян — Московский музыкальный театр «На Басманной», Москва
- 2011 — «Дочь старухи и дочь старика» (рум. Fata Babei și Fata Moșneagului) (совместно с С. Аргату). По сказке И. Крянгэ, постановка С. Фокши — Республиканский театр «Лучафэрул» (рум. Teatrul Republican «Luceafărul»), Кишинёв
- 2012 — «Красавица и Чудовище» (рум. Frumoasa şi Bestia) (совместно с С. Аргату). По европейской сказке (Ш. Перро), постановка С. Фокши — Республиканский театр «Лучафэрул» (рум. Teatrul Republican «Luceafărul»), Кишинёв
- 2014 — «Кот в сапогах» (рум. Motanul încalțat). По сказке Ш. Перро, постановка С. Фокши — Республиканский театр «Лучафэрул» (рум. Teatrul Republican «Luceafărul»), Кишинёв
- 2013 — «Теремок» (Ю. Алябов к тому же автор текстов.). По мотивам русских народных сказок, постановка М. Бобковой — Московский музыкальный театр «На Басманной», Москва
- 2015 — «Элиза и лебеди» (рум. Eliza și Lebedele sălbatice) (совместно с С. Аргату). По сказке Г.-Х. Андерсена, постановка Б. Фокши — Республиканский театр «Лучафэрул» (рум. Teatrul Republican «Luceafărul»), Кишинёв
- 2015 — «Гензель и Гретель» (рум. Hansel și Gretel) (совместно с С. Аргату). По сказке Б. Гримм, постановка С. Фокши — Республиканский театр «Лучафэрул» (рум. Teatrul Republican «Luceafărul»), Кишинёв
- 2015 — «Кот в сапогах» (Ю. Алябов также соавтор текстов). По мотивам сказки Ш.Перро, постановка Ж. Тертерян — Московский музыкальный театр «На Басманной», Москва
- 2015 — «Золотой цыпленок» (аранжировка). Постановка Ж. Тертерян — Московский музыкальный театр «На Басманной», Москва
- 2016 — «Звездный мальчик» (рум. Copilul din stele) (совместно с С. Аргату). По сказке О. Уайльда, постановка С. Фокши — Республиканский театр «Лучафэрул» (рум. Teatrul Republican «Luceafărul»), Кишинёв

Мюзиклы
- 2003 — «Казино — концертный дивертисмент»
- 2006 — «Трехгрошовая опера» (рум. Opera de trei parale), решённая в жанре хип-хоп. По пьесе Б. Брехта, постановка Б. Фокши — Республиканский театр «Лучафэрул» (рум. Teatrul Republican «Luceafărul»), Кишинёв

Радиоспектакль
- «Гарольд и Мот». По произведению К. Хиггинса, режиссёр И. Щеголев

## Музыка к фильмам
Наиболее полный список работ (возможно, не окончательный)

### Художественные фильмы
Полнометражные
- 1991 — «Все, что есть, уже было» — режиссёр А. Юрьева
- 1992 — «Поезд в Калифорнию» — режиссёр И. Талпа
- 1993 — «Наваждение» — режиссёр И. Талпа
- 1994 — «Дезертир» — режиссёр Ю. Музыка
- 1995 — «Танго над пропастью» — режиссёр И. Талпа
- 1997 — «Рикошет» — режиссёр И. Талпа
- 2000 — «Я вам больше не верю» — режиссёр И. Щеголев
- 2005 — «Дополнительное время» — режиссёр А. Бруньковский
- 2007 — «Валерий Харламов. Дополнительное время» — режиссёр Ю. Королев
- 2007 — «Путешествие» — режиссёр В. Харченко-Куликовский
- 2011 — «Slove.Прямо в сердце» — режиссёр Ю. Стааль
- 2017 — «ОрелРешка» (неоконченный) — режиссёр Ю. Стааль

Короткометражные
- 2001 — «Чистый понедельник» — режиссёр М. Мигунова
- 2008 — «Ваша Лю…» — режиссёр Ф. Витковский (выпускная работа)
- 2011 — «Акварель» — режиссёр А. Бруньковский
- 2013 — «Меня это не касается» — режиссёр А. Новопашин
- 2014 — «Зависть» — режиссёр В. Харченко-Куликовский
- 2014 — «Артефакт» — режиссёр А. Клочко (Саянская)

### Документальные фильмы
- 1997 — «Волшебный замок» — режиссёр А. Бруньковский
- 2003 — «Маршал Лелик Табаков» — режиссёр А. Бруньковский
- 2003 — «Женитьба по-итальянски» — режиссёр А. Бруньковский
- 2004 — «Ирина Скобцева. Жизнь Дездемоны» — режиссёр А. Бруньковский
- 2005 — «1989» — режиссёр С. Дремов
- 2007—2010 — Цикл из 15 фильмов «Севастопольские рассказы» — Студия Лавр
- 2010 — «ТУ» — режиссёр И. Сафаров, киностудия Русский путь
- 2011 — «Преступление Бориса Пастернака» — режиссёр С. Резвушкина, Студия Лавр
- 2011 — «Аркадий Кошко — гений русского сыска» — режиссёр Е. Аккуратова
- 2011 — «Жизнь — подарок» — режиссёр И. Сафаров, киностудия Русский путь
- 2011 — «Когда деревья были маленькими» — Студия Лавр
- 2011 — Многосерийный цикл «Сила моя в немощи. Женщины в православии» — Студия Лавр
- 2011—2017 — Многосерийный цикл «Завтра не умрет никогда» — Студия Лавр
- 2012 — «Пепел Детства» — режиссёры А. Бруньковский, И. Голуа
- 2012 — «Возвращение Гречанинова» — режиссёр Е. Трусевич, киностудия Русский путь
- 2012 — «Русский триумф на чужбине. Пионер видеоэры инженер Понятов» — режиссёр Г. Тагиева, киностудия Русский путь
- 2012 — «Брянская повесть» — режиссёр С. Зайцев, киностудия Русский путь
- 2013 — Цикл из 5 серий «Романовы. Царское дело» — режиссёр Г. Огурная
- 2013 — «Доктор Трапезников: выжить, а не умереть» — Студия Лавр
- 2013 — «Как казаки мир покорили» — режиссёр Г. Тагиева, киностудия Русский путь
- 2013 — «Код Кирилла. Рождение цивилизации» — режиссёр А. Серпов
- 2014 — «Щука, живи долго» — Студия Лавр
- 2014 — «Юл Бриннер: Душа бродяги» — режиссёр М. Куклина, киностудия Русский путь
- 2014 — «Захарий Аркус-Дантов. Русский отец американской легенды» — режиссёр А. Бурыкин, киностудия Русский путь
- 2015 — «Драматическая педагогика Альберта Лиханова» — Студия Лавр
- 2015 — «Русская весна» — Студия Лавр
- 2015 — Многосерийный цикл «География российской науки» — Студия Лавр
- 2015 — Многосерийный цикл «Я — местный» — Студия Лавр
- 2015—2017 — Сериал «Ехал-Грека. В поисках настоящей России» — Студия Лавр
- 2016 — «Три реки. Точка отсчета» — режиссёр Д. Семибратов
- 2016 — «Советский солдат» — режиссёр И. Сафаров
- 2016 — Двухсерийный цикл «Паутина смерти» — Студия Лавр
- 2017 — «О Байкале на чистоту» — Студия Лавр
- 2017 — «Нобелевская регата профессора Леонтьева» — режиссёр Е. Трусевич, киностудия Русский путь

### Телефильмы
- 2001 — «Меч властелина» — режиссёр И. Щеголев
- 2005 — «Папарацца» — режиссёр Т. Фёдоров
- 2006 — «Рассмешить Бога» — режиссёр В. Харченко-Куликовский
- 2006 — «Возвращение блудного папы» — режиссёр Е. Грамматиков

### Телесериалы
- 1997 — «Поворот ключа» — режиссёр И. Щеголев
- 2002 — «Смотрящий вниз» — режиссёр И. Щеголев
- 2004 — «Отражения» — режиссёр С. Грифф
- 2005 — «Я не вернусь» — режиссёр Т. Фёдоров
- 2005 — «Открытие России» — режиссёр Р. Соловьёв
- 2007 — «Путейцы» — режиссёр Г. Байсак
- 2011 — «Каменская — 6» — режиссёры М. Ким, Е. Анашкин
- 2012 — «Гадалка» — режиссёры О. Найчук, Е. Кузнецова
- 2012 — «Неравный брак» — режиссёр Н. Микрюкова
- 2013 — «Ты не один» — режиссёры Д. Панченко, Н. Микрюкова
- 2013 — «Домработница» — режиссёры Г. Закарян, Э. Пальмов
- 2013 — «Сразу после сотворения мира» — режиссёр А. Даруга
- 2013 — «Пятая стража» — режиссёр В. Пичул
- 2014 — «Братские узы» — режиссёр В. Харченко-Куликовский
- 2015 — «Женская консультация» — режиссёры А. Сушкевич, В. Игнатьев

### Анимационные работы
- 1995 — «Missiunea» (анимационный фильм) — режиссёр A. Popescu
- 1997-1999 — «Чердачок Фруттис» (анимационная передача) — телекомпания «Пилот-ТВ» — телеканал «ОРТ»
- 1999 — «Академия собственных ашибок» (анимационная передача) — телекомпания «Пилот-ТВ» — телеканал «ОРТ»
- 2000-2003 — «Тушите свет» (анимационная передача) — телекомпания «Пилот-ТВ» — телеканал «НТВ», «ТВ-6», «ТВС»
- 2002-2003 — «Предсказание погоды» (анимационная передача) — телекомпания «Пилот-ТВ» — телеканал «ТВС»
- 2002-2003 — «Кремлёвский концерт» (анимационная передача) — телекомпания «Пилот-ТВ» — телеканал «ТВС»
- 2003-2004 — «Красная стрела» (анимационная передача) — телекомпания «Пилот-ТВ» — телеканал «НТВ»
- 2007 — «Без скидок» (анимационная передача) — телекомпания «Пилот-ТВ» — телеканал «RTV 1»
- 2007-2008 — «Это правильно» (анимационная передача) — телекомпания «Пилот-ТВ» — телеканал «НТВ»
- 2007-2009 — «Говорим без ошибок» (анимационная передача) — телекомпания «Пилот-ТВ» — телеканалы «Карусель», «Бибигон»
- 2009-2014 — «Почемучка» (анимационная передача) — телекомпания «Пилот-ТВ» — телеканалы «Карусель», «Бибигон»
- 2009 — «Уроки хороших манер» (анимационная передача) — телекомпания «Пилот-ТВ» — телеканал «Бибигон»
- 2011 — «Король присматривается» (анимационный фильм) — режиссёр М. Филонец
- 2011-2014 — «Путешествуй с нами» (анимационная передача) — телекомпания «Пилот-ТВ» — телеканал «Карусель»
- 2012-2013 — «Вперед в прошлое» (анимационная передача) — телекомпания «Пилот-ТВ» — телеканал «Карусель»

## Произведения на стихи современных поэтов и классиков
| Поэт         | Название песни                                                             | Оригинальное название стихотворения                                 |
| ------------ | -------------------------------------------------------------------------- | ------------------------------------------------------------------- |
| А. Ахматова  | «Звенела музыка в саду» (исполнитель Л. Ромашко)                           | «Вечером»                                                           |
| А. Блок      | «Вербное воскресенье» (исполнитель С. Аргату)                              | «Вербочки»                                                          |
| А. Бландяна  | «Termometrul»                                                              | «Termometrul»                                                       |
| Н. Дмитриев  | «Детство»                                                                  | «Детство»                                                           |
| Н. Дмитриев  | «Сушь»                                                                     | «Сушь»                                                              |
| Н. Дмитриев  | «Умер дед»                                                                 | «Умер дед без болезней и муки…»                                     |
| М. Эминеску  | вокально-симфонический цикл «Еминеску»                                     | «Бьет колокол полночный…» (пер. Ю. Кожевников)                      |
| М. Эминеску  | вокально-симфонический цикл «Еминеску»                                     | «Озеро» (пер. Ю. Кожевников)                                        |
| М. Эминеску  | вокально-симфонический цикл «Еминеску»                                     | «Как разъярился океан» (пер. А. Эфрон)                              |
| М. Эминеску  | вокально-симфонический цикл «Еминеску»                                     | «Доброй ночи» (пер. И. Миримский)                                   |
| М. Эминеску  | вокально-симфонический цикл «Еминеску»                                     | «Венеция» (пер. Ю. Нейман)                                          |
| М. Эминеску  | вокально-симфонический цикл «Еминеску»                                     | «Среди птиц» (пер. М. Ильин)                                        |
| М. Эминеску  | вокально-симфонический цикл «Еминеску»                                     | «Какая скорбная душа…» (пер. Эм. Александрова)                      |
| М. Эминеску  | вокально-симфонический цикл «Еминеску»                                     | «Встреча» (пер. Ю. Кожевников, К. Ковальджи)                        |
| М. Эминеску  | вокально-симфонический цикл «Еминеску»                                     | «Звезда»(пер. Ю. Кожевников)                                        |
| С. Есенин    | «Микола»                                                                   | «Микола»                                                            |
| Н. Зиновьев  | «Музыка»                                                                   | «Музыка»                                                            |
| С. Каргашин  | «Присяга»                                                                  | «Присяга»                                                           |
| С. Каргашин  | «Мы были сильными» (третья часть из поэмы-кантаты «Песнь о Русском Слове») | «Мы были сильными»                                                  |
| К. Ковальджи | «Дорогая Мадам Тюссо»                                                      | «Музей восковых фигур»                                              |
| К. Ковальджи | «Любовь провинциальная»                                                    | «Май сорок пятого»                                                  |
| К. Ковальджи | «Люби меня»                                                                | «Люби меня…" (перевод К. Ковальджи стихотворения Э. Лотяну)         |
| К. Ковальджи | «Слово» (финальная часть поэмы –кантаты «Песнь о Русском Слове»)           | «Слово»                                                             |
| В. Костров   | «Ламский волок»                                                            | «А тебе и невдомёк…».Гале                                           |
| В. Костров   | «Не надо»                                                                  | «Не надо при полной луне…»                                          |
| В. Костров   | «Новогодняя»                                                               | «Вспыхнут в милых глазах…»                                          |
| В. Костров   | «Мы, признаться вам, обходим дорогие магазины…»                            | философская баллада «Мы, признаться вам, обходим дорогие магазины…» |
| В. Костров   | «Янтарная смола»                                                           | «Янтарная смола. Сосновое полено…»                                  |
| В. Костров   | «Возвращение»                                                              | «Таврида»                                                           |
| Ю. Кузнецов  | вокально-симфоническая поэма «Путь Христа»                                 | «Путь Христа»                                                       |
| Ю. Кузнецов  | «Шел отец»                                                                 | «Шел отец»                                                          |
| Ю. Кузнецов  | Сербские песни: «Радуле», «Море»                                           | Два произведения из цикла «Пересаженные цветы»                      |
| М. Ломоносов | «Лишь только дневный шум замолк…»                                          | «Лишь только дневный шум замолк…»                                   |
| П. Проскурин | «Декабрь»                                                                  | «Декабрь» из цикла «Времена года»                                   |
| П. Проскурин | «Кольцо»                                                                   | «Кольцо»                                                            |
| П. Проскурин | «Молитва»                                                                  | «Молитва»                                                           |
| П. Проскурин | «Черёмуха»                                                                 | «Черёмуха»                                                          |
| А. Пушкин    | «Я помню чудное мгновенье»                                                 | «Я помню чудное мгновенье»                                          |
| А. Пушкин    | «Дон»                                                                      | «Дон»                                                               |
| Ф. Радов     | «Девчонка в моряка влюбилась» (исполнитель М. Урусов)                      | «Девчонка в моряка влюбилась»                                       |
| Ф. Радов     | «Если сердце твое не остыло» (исполнитель В. Винцентини)                   | «Если сердце твое не остыло»                                        |
| Ф. Радов     | «Зимний парк» (исполнитель Т. Острягина)                                   | «Зимний парк»                                                       |
| Ф. Радов     | «Как жаль» (исполнитель «Братья Радченко»)                                 | «Как жаль»                                                          |
| Ф. Радов     | «Капитан» (исполнитель Н. Романенко)                                       | «Капитан»                                                           |
| Ф. Радов     | «К чему теперь слова» (исполнитель С. Захаров)                             | «К чему теперь слова»                                               |
| Ф. Радов     | «Лес подмосковный» (исполнитель Т. Острягина)                              | «Лес подмосковный»                                                  |
| Ф. Радов     | «Опять в дорогу» (исполнитель Э.Хиль)                                      | «Опять в дорогу»                                                    |
| Ф. Радов     | «Сирень» (исполнитель М. Урусов)                                           | «Сирень»                                                            |
| Ф. Радов     | «Спешим, толкаясь локтями» (исполнитель Е. Либерова)                       | «Спешим, толкаясь локтями»                                          |
| Ф. Радов     | «Старое танго» (исполнитель Л. Серебренников)                              | «Старое танго»                                                      |
| Ф. Радов     | «Ты прости нас, Родина» (исполнитель С. Аргату)                            | «Ты прости нас, Родина»                                             |
| Н. Рубцов    | «Тихая ты, моя родина»                                                     | «Тихая родина»                                                      |
| А. Софронов  | «Бессонница»                                                               | «Бессонница, бессоница»                                             |
| А. Софронов  | «Ивушка»                                                                   | «Ивушка»                                                            |
| А. Софронов  | «Колыбельная»                                                              | «Колыбельная»                                                       |
| А. Софронов  | «Чужая земля»                                                              | «Чужая земля»                                                       |
| А. Софронов  | «Шел казак»                                                                | «Шел казак»                                                         |
| В. Сорокин   | «Казачий гимн»                                                             | «Казачий гимн»                                                      |
| В. Сорокин   | «Полюшко-Поле»                                                             | «Полюшко-Поле»                                                      |
| В. Сорокин   | «Расстрелянная застава»                                                    | «Расстрелянная застава»                                             |
| А. Фет       | «Монастырь»                                                                | «Notturno»                                                          |
| А. Шацков    | «Варяг»                                                                    | «Варяг»                                                             |
| А. Шацков    | «Новогодний ноктюрн»                                                       | «Новогодний ноктюрн»                                                |
| А. Шацков    | «Смута»                                                                    | «Смута»                                                             |
| А. Шацков    | литературно-музыкальный цикл «Постриги»                                    | цикл «Постриги»                                                     |
| А. Шацков    | литературно-музыкальный цикл «Сказы о России»                              | «Сказы о России»                                                    |

## Награды

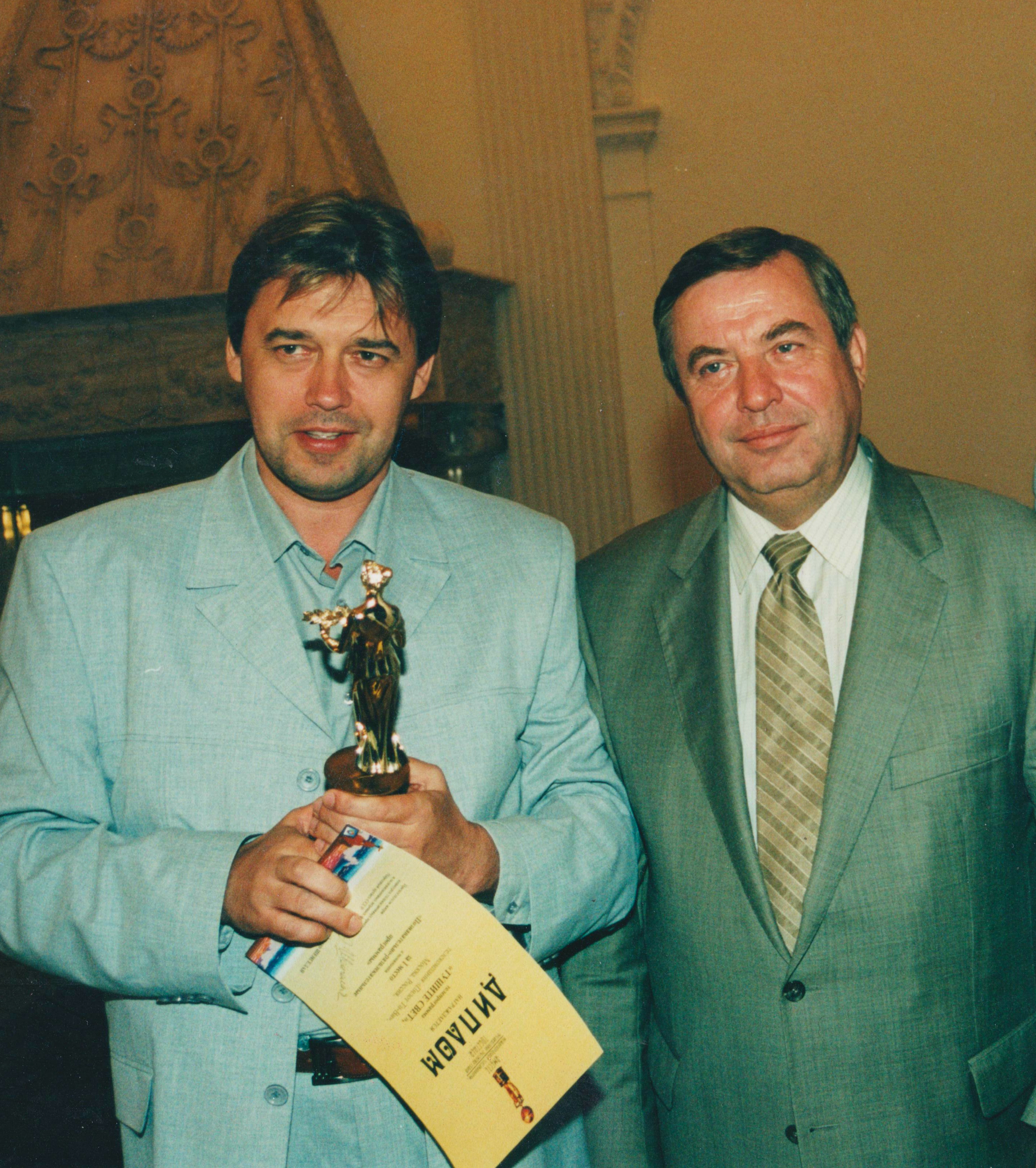
Вручение премии Международного Телекинофорума «Вместе» за создание симфонической поэмы-кантаты «Песнь о Русском Слове», 2003 год

- 1994 — Приз «Лучшая песня года» — хит-парад Национального радио Молдовы за песню «Edelvais» (исп. S. Argaru)
- 1994 — Приз фестиваля «Виват кино России» фильму «Наваждение» И. Талпа
- 1995 — Приз «Лучшая песня года» — хит-парад Национального радио Молдовы за песню «Numaratoarea» (исп. S. Argatu)
- 1995 — Приз Радио Румынии за песню «Tu esti unicul mal» (исп. C. Isac)
- 1997 — Приз Международного фестиваля кино в Ташкенте фильму «Танго над пропастью» И. Талпа
- 2000 — Приз «Стопудовый хит 2000» за лучшую аудиорекламу
- 2001 — Премия «ТЭФИ 2001» за программу «Тушите свет» в составе команды студии «Пилот-ТВ»
- 2002 — Премия «ТЭФИ 2002» за программу «Тушите свет» в составе команды студии «Пилот-ТВ»
- 2002 — Гран-при международного фестиваля театральных постановок в г. Трабзон спектаклю «Маскарад» Б. Фокши
- 2003 — Премия фонда Славяне (Болгария) за создание симфонической поэмы-кантаты «Песнь о Русском Слове»
- 2003 — Премия Международного Телекинофорума «Вместе» за создание симфонической поэмы-кантаты «Песнь о Русском Слове»
- 2004 — Премия «ТЭФИ 2004» за программу «Красная стрела» в составе команды студии «Пилот-ТВ»
- 2006 — Национальная премия Молдовы за лучшую театральную музыку сезона 2005—2006
- 2007 — Гран-При Каннского фестиваля рекламному документальному фильму «Реконструкция площади Белорусского вокзала»
- 2011 — Мастер искусств Республики Молдова (28 марта 2011 года) — за особые заслуги в развитии театрального искусства, успехи в творческой деятельности и вклад в пропаганду культурных ценностей [32]
- 2015 — Почётная грамота Совета МПА СНГ (26 ноября 2015 года, Межпарламентская ассамблея СНГ) — за активное участие в проведении международного телекинофорума «Вместе», вклад в укрепление дружбы между народами государств — участников Содружества Независимых Государств[33]
- 2016 — Премия театрального сообщества «Unitem» республики Молдовы за лучшую оригинальную музыку, спектакль «Гензель и Гретель»
- 2016 — Благодарность «Дома-музея А. П. Чехова в Ялте» за <… оригинальное представление чеховской драматургии, глубокое понимание творчества великого русского писателя, нашедшее воплощение в «Чеховском вальсе»…>[34]